# Meunasah Manyang (Lhoksukon)
Meunasah Manyang is een bestuurslaag in het regentschap Aceh Utara van de provincie Atjeh, Indonesië. Meunasah Manyang telt 648 inwoners (volkstelling 2010).